# Cryptus areolatus
Cryptus areolatus är en stekelart som beskrevs av H. Douglas Pratt 1945. Cryptus areolatus ingår i släktet Cryptus och familjen brokparasitsteklar. Inga underarter finns listade i Catalogue of Life.